# Restes del forn de calç de Sant Feliu de la Garriga
Les Restes del forn de calç de Sant Feliu de la Garriga és una obra de Viladamat (Alt Empordà) inclosa a l'Inventari del Patrimoni Arquitectònic de Catalunya.

## Descripció
Situat al sud-oest del nucli urbà de la població de Viladamat, al costat del camí d'accés al veïnat de sant Feliu de la Garriga, prop de la Muntanyeta.
Restes d'un forn de calç en mal estat de conservació, excavat en un talús format al terreny de la zona. És de planta circular, amb la part superior de l'estructura bastida en pedra sense treballar disposada regularment i lligada amb morter de calç. Les parets interiors de l'estructura es troben termoafectades, a causa de les altes temperatures que suportava. Ha perdut la coberta i també l'accés principal. Actualment, l'estructura presenta una planta semicircular a causa de la degradació que ha patit aquests temps.

## Història
Segons el Catàleg de Protecció de l'Ajuntament de Viladamat, la construcció del forn de calç s'ha d'adscriure als segles XVII-XVIII.